# Espícula (astronomia)

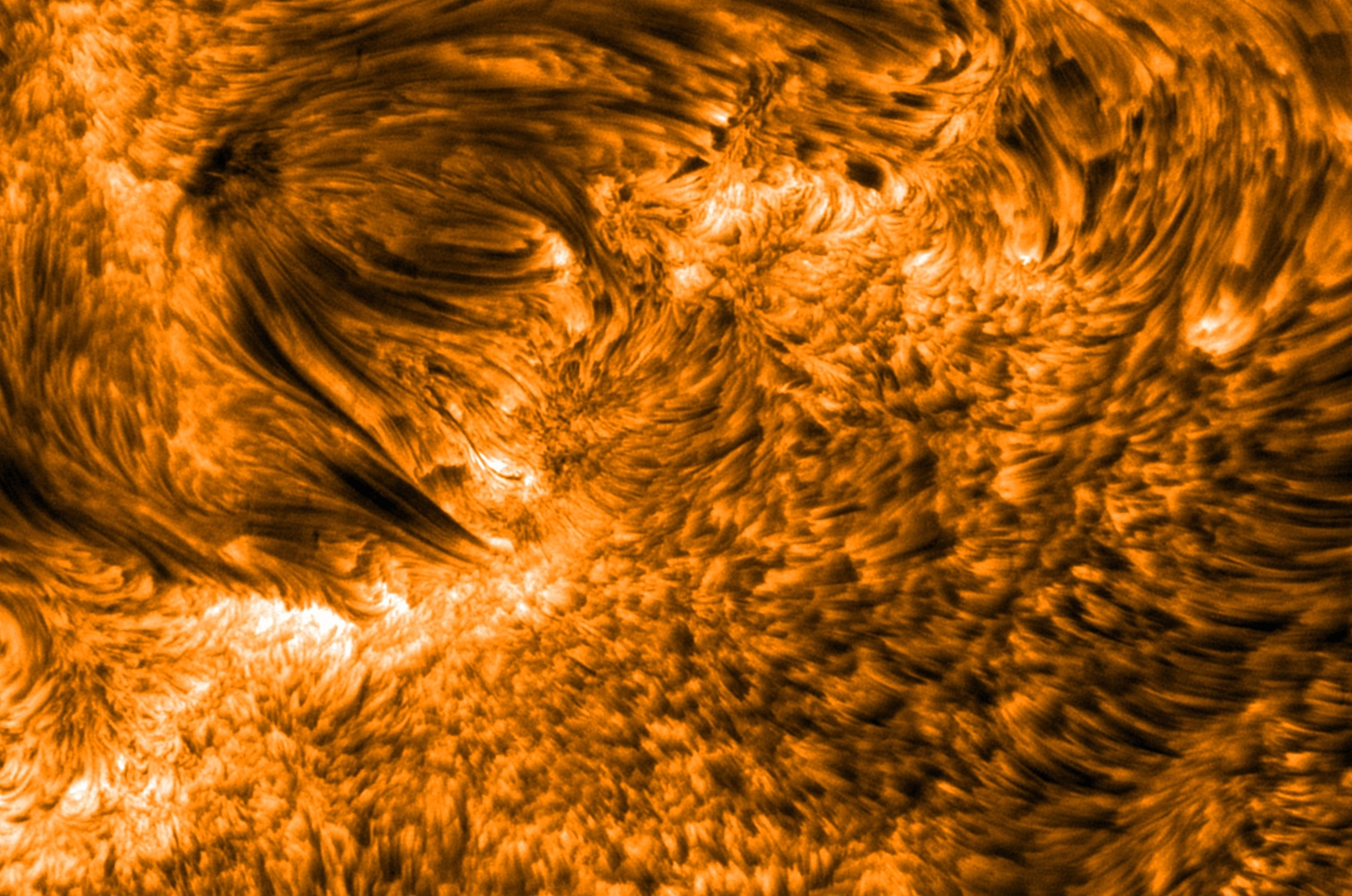
Espícules, visibles com a tubs foscos en la regió solar activa 10380, Juny de 2004

En física solar, una espícula és un jet dinàmic d'uns 500 km de diàmetre de la cromosfera del Sol que pot ascendir a una velocitat de fins a 20 km/s des de la fotosfera. Les espícules tenen una vida d'uns 5–10 minuts; en el limbe solar es mostren allardes i se solen associar amb regions de flux magnètic elevat. La massa d'aquest flux és aproximadament de 100 vegades la del vent solar. Normalment es troben al voltant de 70.000 espícules actives simultàniament en el Sol, una espícula individual pot fer dels 3.000 als 10.000 km d'alçada per sobre de la fotosfera.
Les espícules foren descobertes l'any 1877 per Angelo Secchi de l'Observatori vaticà de Roma.

## Causes
El 2004 aparegué la hipòtesi que les espícules es formaven com a conseqüència d'oscil·lacions de mode P en la superfície solar, les ones sonores amb un període al voltant dels cinc minuts provoquen que la superfície solar s'aixequi i caigui a alguns centenars de metres per segon. Els tubs de flux magnètic que s'inclinen respecte a la vertical poden fer de guia del material que s'eleva en l'atmosfera per a formar l'espícula. Això no obstant, aquesta hipòtesi encara roman controvertida.